# Semiconductor metal-oxid complementar

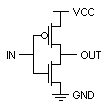
Inversor CMOS static–care leagă de Poartă logică.

Semiconductorul metal-oxid complementar sau semiconductorul complementar din metal-oxid (SMOC sau CMOS), cunoscut și sub denumirea de semiconductor oxid-metalic complementar de simetrie (COS-MOS), este un tip de MOSFET (tranzistor de metal-oxid-semiconductor cu efect de câmp–precum tranzistor unipolar), care folosește perechi de natură complementară și simetrică de MOSFET-uri de tip p și n pentru funcții logice.
Tehnologia CMOS este utilizată pentru construirea de circuite integrate, inclusiv microprocesoare, microcontrolere, cipuri de memorie (inclusiv BIOS – CMOS) și alte circuite logice digitale. Tehnologia CMOS este, de asemenea, utilizată pentru circuite analogice, cum ar fi senzori de imagine (senzori CMOS), convertoare de date, circuite RF (RF CMOS) și transceiver-uri foarte integrate pentru multe tipuri de comunicare.